# Bocholtzerheide
Bocholtzerheide (Limburgs: Bóchezerhei) is een buurtschap van Bocholtz in de gemeente Simpelveld in de Nederlandse provincie Limburg en ligt op het Plateau van Bocholtz. Het woorddeel hei verwijst naar het droge plateau waarop het gehucht is ontstaan. Anno 2003 telde Bocholtzerheide ca 500 inwoners. In de buurt liggen de sportterreinen van Bocholtz.

## Galerij

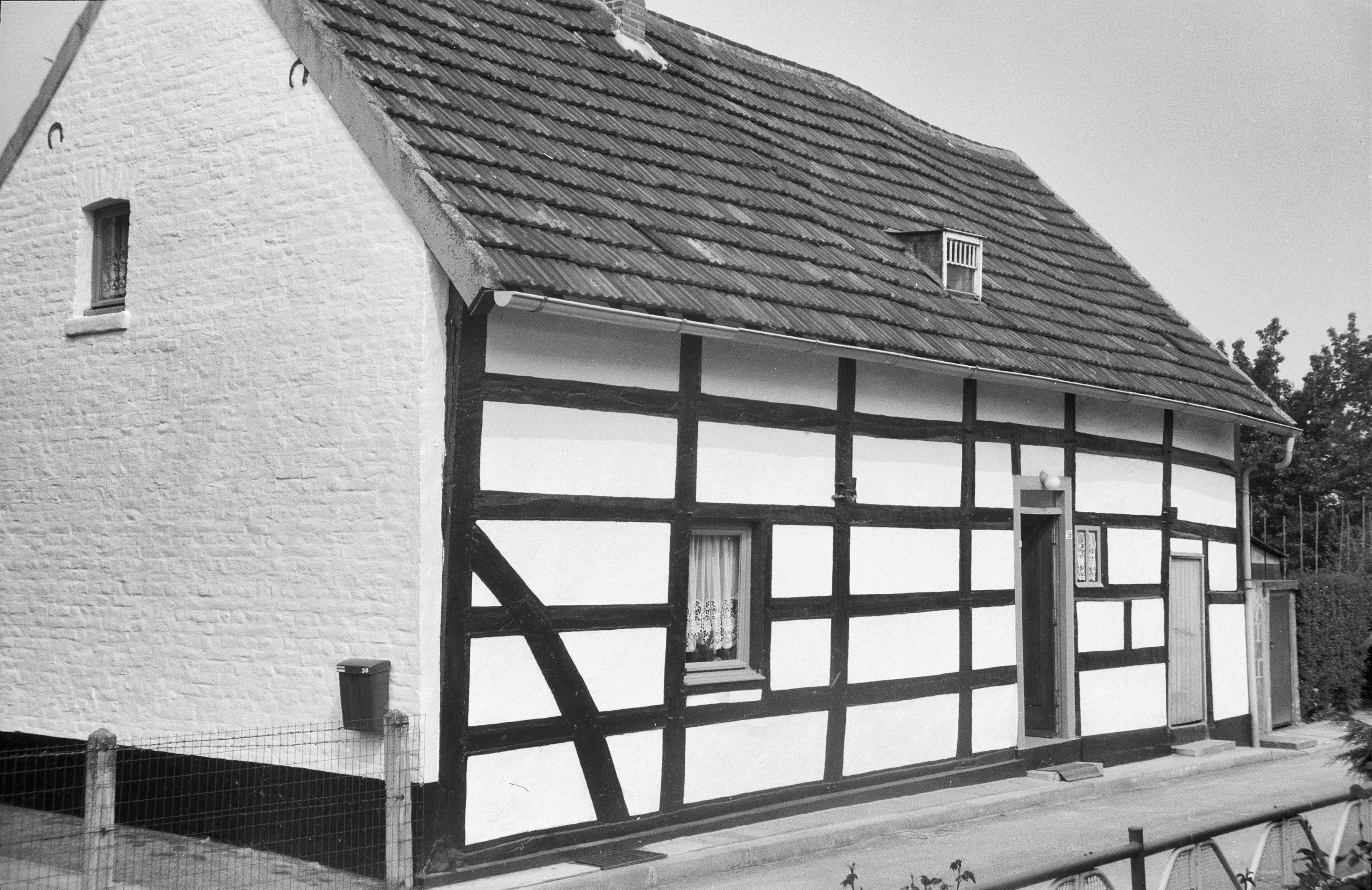
Monumentale boerderij op Banenheiderweg 36
Bocholtzerheide in Bocholtz, Simpelveld